# 維多利亞 (倫敦)
維多利亞（Victoria）是中倫敦西敏市的一個地區，得名於位於該地區的維多利亞街。而維多利亞街則得名於交通樞紐倫敦維多利亞車站。